# Cúp bóng đá châu Phi 1957

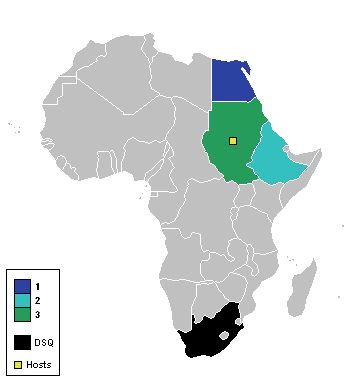
Các quốc gia tham dự

Cúp bóng đá châu Phi 1957 là Cúp bóng đá châu Phi lần đầu tiên. Giải được tổ chức tại Sudan và chỉ có 3 đội tham dự là Ai Cập, Ethiopia và chủ nhà Sudan.
Đội tuyển Nam Phi là đối thủ của Ethiopia tại bán kết nhưng bị loại vì phân biệt chủng tộc ở nước này. Ethiopia vào thẳng chung kết, Ai Cập và Sudan đá bán kết tại sân Sân vận động Khartoum ở Khartoum , Sudan. Ai Cập đã thắng chủ nhà 2-1. Trận chung kết gặp Ethiopia, Ai Cập còn thắng đậm hơn với tỉ số 4-0. Các bàn thắng trong trận chung kết đều do Ad-Diba ghi. Ông cũng là vua phá lưới của giải với 5 bàn thắng. Chỉ thắng 2 trận đấu, Ai Cập lên ngôi vô địch đầu tiên của Cúp bóng đá châu Phi.

## Các đội tham dự
- Sudan (chủ nhà, lần thứ 1)
- Ai Cập (lần thứ 1)
- Ethiopia (lần thứ 1)

## Địa điểm
| Khartoum              | Khartoum |
| Sân vận động Khartoum | Khartoum |
| Sức chứa: 30.000      | Khartoum |
|                       | Khartoum |

## Kết quả

### Bán kết
| Sudan      | 1–2      | Ai Cập                          |
| ---------- | -------- | ------------------------------- |
| Bashir 58' | Chi tiết | Ateya 21' (ph.đ.) · Ad-Diba 72' |

| Ethiopia | Nam Phi bị loại | Nam Phi |
| -------- | --------------- | ------- |
|          |                 |         |

### Chung kết
| Ai Cập                   | 4–0      | Ethiopia |
| ------------------------ | -------- | -------- |
| Ad-Diba 2', 7', 68', 89' | Chi tiết |          |

### Vô địch
| Vô địch Cúp bóng đá châu Phi 1957 Ai Cập Lần thứ nhất |